# Río Quizer
Río Quizer är ett vattendrag i Bolivia.   Det ligger i departementet Santa Cruz, i den centrala delen av landet, 400 km nordost om huvudstaden Sucre.
I omgivningarna runt Río Quizer växer huvudsakligen savannskog. Runt Río Quizer är det mycket glesbefolkat, med 2 invånare per kvadratkilometer.